# Adam Willaerts

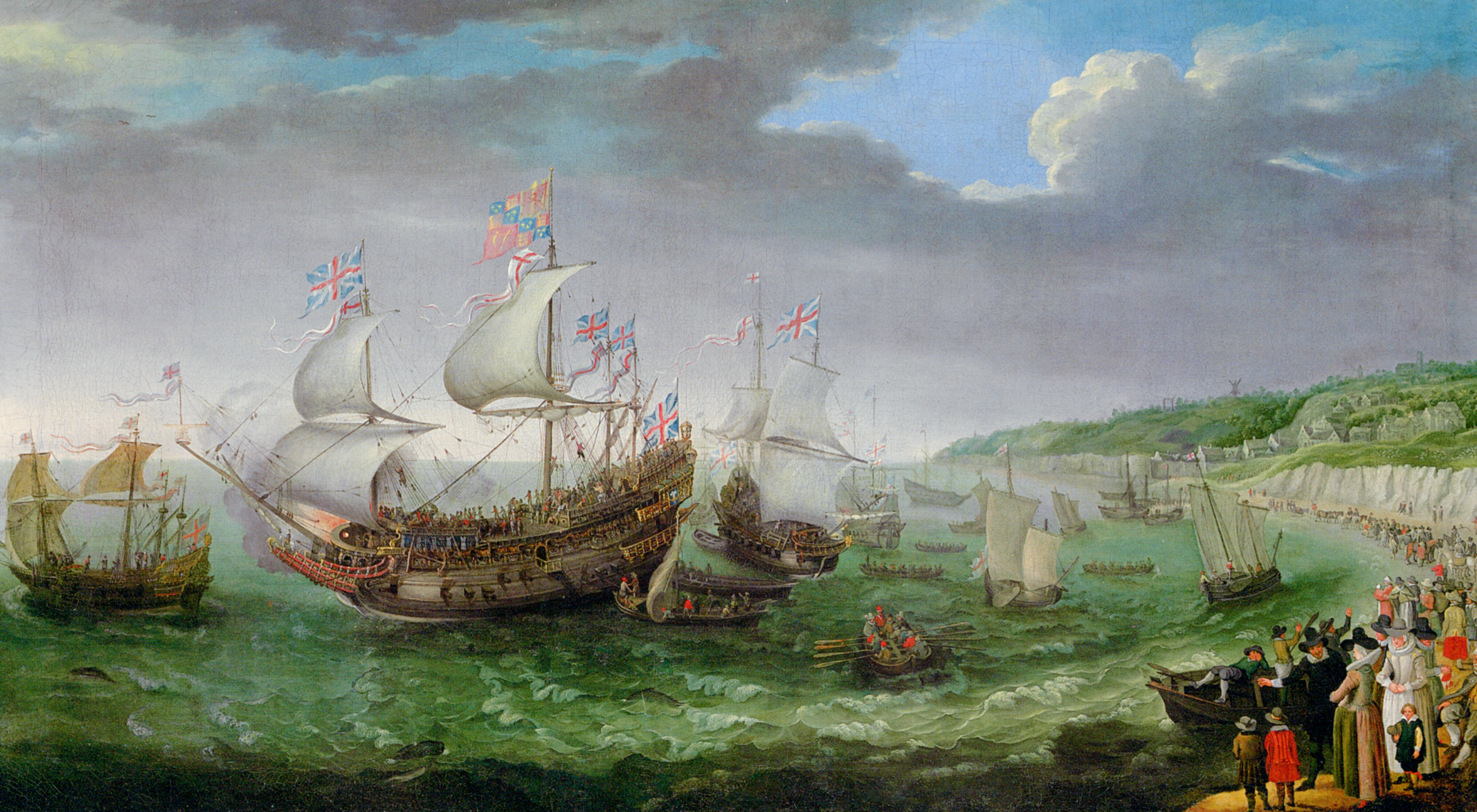
Zaokrętowanie elektora Palatynatu

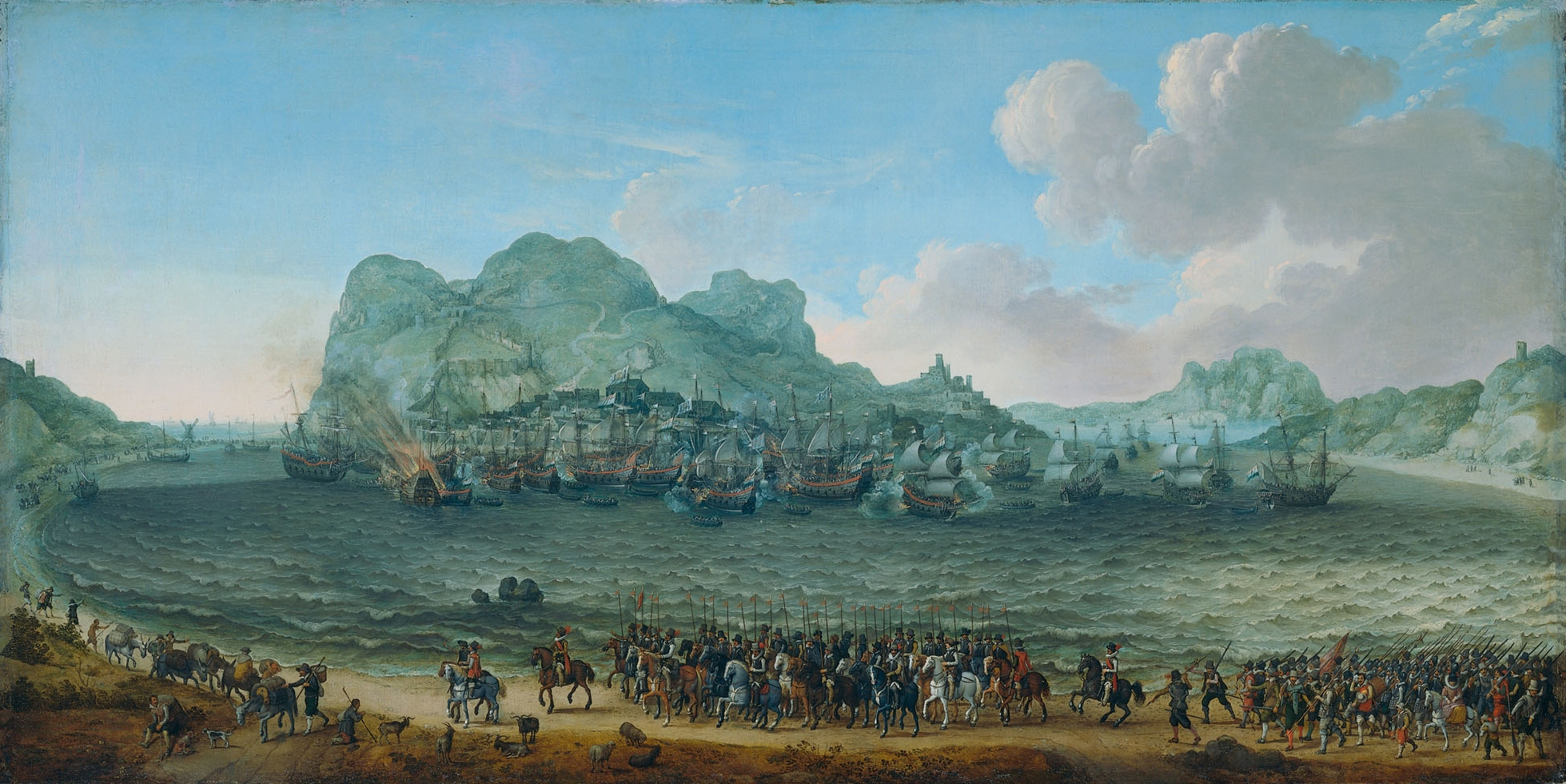
Zwycięstwo Hollendrów w bitwie pod Gibraltarem, 1617

Adam Willaerts (ur. 1577 w Londynie, zm. 4 kwietnia 1664 w Utrechcie) – holenderski malarz barokowy.
Urodził się w protestanckiej rodzinie pochodzącej z Antwerpii, która wyemigrowała do Anglii ze względu na prześladowania religijne. W 1585 wzmiankowany był w Lejdzie, a od 1597 do końca życia mieszkał w Utrechcie. W 1611 został jednym z założycieli gildii św. Łukasza, w 1620 był jej dziekanem. Miał trzech synów Cornelisa, Abrahama i Isaaca, którzy również zostali malarzami.
Adam Willaerts znany jest przede wszystkim z obrazów o tematyce marynistycznej. Malował bitwy morskie, wybrzeża i porty, przedstawiał żołnierzy, marynarzy i rybaków. Sporadycznie poruszał tematykę biblijną, był też autorem pejzaży o tematyce pastoralnej i scen rodzajowych. Na jego twórczość wpływ mieli głównie twórcy flamandzcy tacy jak Jan Brueghel i Joos de Momper, a w mniejszym stopniu holenderski marynista Hendrick Cornelisz Vroom.
Największe zbiory obrazów Willaertsa posiada Rijksmuseum w Amsterdamie i National Maritime Museum w Greenwich. W Muzeum Pałacu Króla Jana III w Wilanowie znajduje się obraz Rozbitkowie na wzburzonym morzu.